# Российская восточная окраина (государственное образование)
Российская Восточная окраина — государственное образование, существовавшее с 16 января по 28 октября 1920 года фактически только на территории Восточного Забайкалья.
Указом Верховного правителя А. В. Колчака от 4 января 1920 года Г. М. Семёнову была передана (до получения указаний от назначенного Верховным правителем России А. И. Деникина) «вся полнота военной и гражданской власти на всей территории Российской Восточной окраины, объединённой российской верховной властью». На основе этого указа атаман Семёнов 10 января 1920 года создал краевое Управление (правительство), которое возглавил он сам, а помощниками по военной и по гражданской части назначил начальника штаба Походного атамана генерал-майора М. И. Афанасьева и известного в крае политика, кадета С. А. Таскина. Однако в результате восстания во Владивостоке 31 января 1920 года и образования Приморской областной земской управы под властью Семёнова так и осталась только территория Забайкалья.
7 апреля 1920 года дипломатический отдел личной канцелярии Семёнова был преобразован в Отдел внешних сношений во главе с генералом Хрещатицким; с 26 июня Хрещатицкий стал управляющим Ведомства иностранных дел.
21 апреля 1920 года Семёнов издал закон о созыве Краевого народного совещания, по которому в этот орган должны были войти представители городских дум, уездного самоуправления, войскового правительства, бурятского национального комитета и общественных организаций. Совещание не получило законодательных полномочий, а его решения носили рекомендательный характер.
6 апреля 1920 года, проходившим в Верхнеудинске Съездом трудящихся Западного Забайкалья, была провозглашена Дальневосточная республика (ДВР). 14 мая японцы объявили о согласии вести переговоры с ДВР, и 24 мая на станции Гонгота начались официальные переговоры ДВР и представителей японского командования. Делегация ДВР требовала, чтобы японцы отказались от поддержки Семёнова, но японцы настаивали на признании его равноправной стороной при переговорах об объединении дальневосточных областных властей. Делегация ДВР отказалась признать правительство Российской Восточной окраины равноправным партнёром, и переговоры были прерваны.
6 июня 1920 года в Чите открылось Краевое народное совещание, председателем которого был избран кадет А. Г. Василевский. Учитывая стремление депутатов расширить свои функции, Семёнов издал 26 июня указ о преобразовании совещания в собрание. Этот орган ведал вопросами финансов, определял жалованье правительственных служащих, обсуждал положение о временном устройстве власти на Российской Восточной окраине. С начала июня по 9 сентября Краевое народное собрание провело 33 открытых и 35 закрытых заседаний. В работе участвовали сначала 10, затем 16 депутатов.
3 июля 1920 года была опубликована декларация об эвакуации японских войск из Забайкалья. Сразу после этого Семёнов предпринял ряд мер, направленных на спасение ситуации, в частности, он попытался договориться об объединении с Приморским областным правительством, большинство в котором составляли противники большевиков. Однако при встрече на станции Маньчжурия Семёнова с представителем Приморского правительства эсером Н. П. Пумпянским договориться об объединении не удалось.
Среди мер, предпринятых Семёновым, было письмо наследнику японского престола с просьбой отсрочить эвакуацию японских войск на четыре месяца (с аналогичным обращением выступило и Краевое народное собрание). Через месяц от военного министерства Японии был получен ответ:
«Японское императорское правительство благодарно Вам и желает сохранить дружественные отношения, но положение, которое нас со многих сторон жмёт, не разрешает нам Ваше желание исполнить. Японское правительство не считает Вас достаточно сильным для того, чтобы Вы великую цель, которая японскому народу великую будущность обеспечивает, провести могли. Ваше влияние на русский народ с каждым днём слабеет, и ненависть, которая народом против Вас чувствуется, нашу политику не поддерживает».
Командование японскими войсками в Сибири 17 июля 1920 года заключило с представителями ДВР Гонготское соглашение о создании нейтральной зоны, и 25 июля началась эвакуация японских войск из Забайкалья, окончившаяся 15 октября.
Белые понимали невозможность после эвакуации японцев собственными силами удержать ранее занимаемую территорию. На совещании командующего Дальневосточной армией генерал-лейтенанта Лохвицкого с командирами трёх корпусов было намечено сосредоточить главную массу войск южнее реки Онон, с базированием на станции Маньчжурия. Белые планировали, пока будет позволять обстановка, удерживать Читу небольшим арьергардом. Этот план был доложен Семёнову и не встретил возражений. К 20 августа белые осуществили намеченную перегруппировку. Все тылы белых войск были перемещены за Борзю, в которую также предполагалось эвакуировать правительство Российской Восточной окраины и Краевое народное собрание.
Правительство выехало из Читы 16 августа, депутаты же, заручившись поддержкой Р. К. Бангерского, переезжать в Борзю отказались. В ответ Семёнов приостановил до 1 октября работу собрания до проведения дополнительных выборов в его состав. 27 августа Краевое народное собрание приняло предложение меньшевика Ю. М. Полляка не пополнять свой состав, а, передав власть Областной земской управе, подготовить выборы в Народное собрание Восточного Забайкалья.
24 августа на станции Хадабулак делегация Приморского народного собрания и атаман Семёнов подписали соглашение, по условиям которого Забайкальская и Приморская области объединялись под властью Приморского правительства, не менее трети делегатов единого Народного законодательного собрания Дальнего Востока должны были составлять представители Забайкалья. Семёнов согласился провести в Забайкалье выборы в этот орган на основе соответствующего Положения, принятого в Приморье. Из-за отказа Приморского народного собрания ратифицировать это соглашение оно осталось не реализованным.
2 сентября 1920 года в Чите возобновило работу Краевое народное собрание. 8 сентября Семёнов издал указ о его роспуске, одновременно созывалось Временное Восточно-Забайкальское собрание, которому передавалась вся полнота гражданской власти, его председателем был выбран народный социалист К. С. Шрейбер. 18 сентября было утверждено положение о выборах в Законодательное собрание, которые должны были пройти в конце октября; до отступления белых в Китай выборы состоялись только в Чите 17 октября, в голосовании участвовало 25,6 % избирателей.
16 сентября на станции Гонгота и 26 сентября в Верхнеудинске прошли переговоры об объединении всех областных правительств Дальнего Востока. Под давлением делегации Приморья ДВР была вынуждена признать в Верхнеудинске равноправный статус представителей читинского правительства В. С. Фадеева, Ф. Кузнецова и Г. Ц. Цыбикова.
Тем временем в Нерчинске 15 сентября 1920 года открылся съезд трудящихся Восточного Забайкалья. Он принял декларацию о признании ДВР и избрал Областной народно-революционный комитет под председательством большевика Б. Г. Жданова. В начале октября под видом партизанских отрядов части Народно-революционной армии ДВР (НРА) стали занимать ближайшие подступы к Чите. Когда 15 октября завершилась эвакуация японских войск из Читы, Военный совет Амурского фронта потребовал капитуляции Читинского гарнизона. После отказа белых сдаться в ночь на 19 октября началось наступление красных на Читу. Утром 22 октября части НРА вступили в город, причём ряд пунктов уже был занят боевыми дружинами большевистского подполья. 25 октября в Читу переехало правительство ДВР.
26—28 октября 1920 года состоялись совместные заседания Временного Восточно-Забайкальского собрания и Нерчинского ревкома, а 3 ноября собрание самораспустилось. На конференции 28 октября — 11 ноября 1920 года представители трёх областных правительств законодательно оформили объединение в Дальневосточную республику.